# Sint-Maartenskerk (Loberge)
De Sint-Maartenskerk (Frans: Église Saint-Martin) is de parochiekerk van de gemeente Loberge, gelegen aan de Rue de la Mairie, in het Franse Noorderdepartement.

## Geschiedenis
De allereerste kerk werd in 1435 door de Engelsen in brand gestoken. De huidige kerk is 18e-eeuws en heeft een voorgebouwde toren die nog uit de 15e eeuw stamt. Deze heeft een stenen spits. Het betreft een driebeukig bakstenen kerkgebouw.

## Interieur
De orgelkast van 1715 is geklasseerd als een monument historique.